# Splinter (groupe)
Pour les articles homonymes, voir Splinter.
Splinter était un duo vocal originaire de South Shields en Angleterre et composé de William « Bill » Elliott et Robert « Bobby » Purvis. Le groupe s'est formé en 1974. Repéré par Mal Evans et présenté à George Harrison par ce biais, le groupe est le premier à être produit par le label fondé par l'ex-Beatle Dark Horse Records. De grands musiciens ont participé à leur premier album, The Place I Love, notamment Billy Preston, Jim Keltner, Klaus Voormann, Gary Wright, Alvin Lee et George Harrison sous le pseudonyme « Hari Georgeson ». Le single Costafine Town publié à la même époque entre dans le haut des charts de plusieurs pays.
Dans les années suivantes, six autres albums ont été publiés par le groupe, jusqu'à la séparation du duo en 1984. Les deux derniers, réalisés sans l'aide de George Harrison, ont été publiés dans peu de pays ; principalement au Japon. Aucun des albums du groupe n'a été réédité.

## Discographie
- 1974: The Place I Love (Dark Horse) : Produit par George Harrison qui joue aussi sur l'album sous le nom de Hari Georgeson, avec Mel Collins, Klaus Voorman, Jim Keltner, Billy Preston, Gary Wright, Mike Kellie, Alvin Lee, etc.
- 1975: Splinter (Dark Horse DH2) - Album Promo de démos acoustiques pressé à 100 copies.
- 1975: Harder to Live (US Dark Horse) : George Harrison, Billy Preston et Jim Keltner sur 1 chanson, Lonely man.
- 1977: Two Man Band (US Dark Horse DH 3073) - George Harrison producteur exécutif et joue sur l'album.
- 1979: Streets at Night (Columbia)
- 1980: Splinter (Nippon Columbia) - Avec entre autres Mel Collins.
- 1981: Sail Away (Nippon Columbia) - Distribué au Japon seulement.

- Compilation :
- 1979: Our Favourite Songs (Columbia)